# Samtgemeinde Oderwald
La comunità amministrativa di Oderwald (Samtgemeinde Oderwald) si trova nel circondario di Wolfenbüttel nella Bassa Sassonia, in Germania.

## Suddivisione
Comprende 7 comuni:
1. Achim
2. Börßum
3. Cramme
4. Dorstadt
5. Flöthe
6. Heiningen
7. Ohrum

Il capoluogo è Börßum.